# Scoliopteryx unilinea
Scoliopteryx unilinea là một loài bướm đêm trong họ Erebidae.